# Aging Cell
Aging Cell es una revista científica de acceso abierto revisada por pares y una revista oficial de la Sociedad Anatómica del Reino Unido. Está publicada en su nombre por John Wiley & Sons. Se estableció en 2002 y los editores en jefe fueron Peter Adams (Sanford Burnham Prebys Medical Discovery Institute) y Adam Antebi (Instituto Max Planck para la Biología del Envejecimiento), actualmente (2022) Monty Montano (Hospital Brigham and Women's). La revista cubre investigaciones sobre todos los aspectos del envejecimiento, publica artículos de investigación, revisiones, minirevisiones y comentarios. 

## Resumen e indexación
La revista está resumida e indexada en:
- Chemical Abstracts Service
- Base de datos de ciencias biológicas de CSA
- Dietary Supplements
- Bases de datos EBSCO
- Embeber
- Index Medicus/MEDLINE/PubMed
- Info Trac
- Resúmenes de Neurociencias
- Bases de datos ProQuest
- Índice de citas científicas ampliado

## Métricas de revista
2022
- Web of Science Group : 9,304
- Índice h de Google Scholar: 151
- Scopus: 8.925

En Google Académico (2023) clasifica a la revista en el sexto  lugar en la categoría "Gerontología y Medicina Geriátrica"  con un índice h5 de 82.